# 蒙上你的眼：逃出巴塞罗那
《蒙上你的眼：逃出巴塞罗那》（英語：Bird Box Barcelona）是2023年上映的西班牙后末日题材恐怖驚悚片，由亚历克斯·帕斯特和大卫·帕斯特联袂执导、编剧，改编自乔许·梅勒曼2014年出版的同名小说，为2018年电影《蒙上你的眼》的衍生续集。该片于2023年7月14日上线流媒体平台Netflix。

## 剧情
故事发生神秘力量肆虐的世界，民众一旦用眼睛看这个生物，就会产生负面情绪，从而自杀。尽管如此，还是有少数不受这个力量的影响的人，他们被称为“可见者”（seers）。为了防止被这个生物侵扰，民众出门时必须用布或其他东西遮住眼睛。在巴塞罗那，塞巴斯蒂安与女儿安娜走上逃离之路。
一天，塞巴斯蒂安遇到一群幸存者。他向对方表示自己曾是建筑工程师，知道可以在哪里找到用来照明取暖的发电机。由于不知道对方是不是好人，塞巴斯蒂安让安娜先躲起来，之后进入了这群幸存者的避难所，一个公车总站。第二天早上，就在大家在公车上睡觉的时候，塞巴斯蒂安把车开走，最终在与对方抢夺汽车方向盘的过程中把车撞毁。之后每个人闭着眼睛走出汽车的时候，塞巴斯蒂安走到他们跟前，强行把他们的眼睛撑开，从而让他们看到神秘力量后自杀。原来，塞巴斯蒂安就是不受神秘力量影响的少数派。之后安娜出现，称赞塞巴斯蒂安“拯救”这些人，同时吩咐他去找其他“迷途羔羊”。
事情还要从九个月前说起，当时这个神秘力量降临地球，杀戮无数，人人慌不择路。得知消息的塞巴斯蒂安和妻子赶去接女儿安娜，结果妻子出车祸死亡。随后，塞巴斯蒂安带着安娜，来到一座教堂寻求庇护。神父埃斯特班并不觉得神秘力量十分恐怖，反而称之为天使，而人类需要坦然接受死亡，才可以从这个痛苦中解放出来。后来埃斯特班率领的“可见者”发现塞巴斯蒂安与安娜的藏身处，率领一众人马前去抓捕，塞巴斯蒂安两人连忙逃跑。在逃跑过程中，安娜被埃斯特班抓住，强行撑开了安娜的眼睛，让安娜自杀。塞巴斯蒂安也看到了这个神秘力量，但是没有自杀，而是看到了安娜的幻影。从那时候起，安娜的幻影就在塞巴斯蒂安身边如影随形。安娜一直跟塞巴斯蒂安说死去之人的灵魂去了一个“美丽的地方”，只有他能“解放”足够多的人，他和母亲就可以和自己团聚。
回到现在，塞巴斯蒂安又遇到拉法率领的另一群幸存者，包括拥有物理学背景的送货员奥塔维奥（Octavio）、情侣罗贝托（Roberto）和伊莎贝尔（Isabel）、英国精神科医生克莱尔（Claire），以及一位与母亲分离的德国女孩索菲亚，此外还有訓犬師拉法（Rafa）與两条狗。奥塔维奥认为神秘生物是能感知人类恐惧及悲伤情绪的量子态，索菲亚则透露蒙特惠奇城堡有一个安全的庇护所，可以乘坐缆车抵达。经过一番讨论，众人决定启程前往城堡。
出发没多久，塞巴斯蒂安割断了牵着两条狗的绳索，拉法在去寻狗的时候看到神秘力量，自杀死亡，其他人继续寻找庇护所。塞巴斯蒂安又让奥塔维奥落入死亡陷阱，此时他开始质疑安娜的动机是否正确。随后罗贝托和伊莎贝尔也殒命了。克莱尔发现塞巴斯蒂安是可见者，叫索菲亚不要接近他。塞巴斯蒂安开始抵抗安娜的影响，向克莱尔和索菲亚承诺会提供保护。与此同时，埃斯特班一行人找到剩下的三个人，塞巴斯蒂安帮助克莱尔和索菲亚登上蒙特惠奇缆车，自己则留下来对付埃斯特班。塞巴斯蒂安与埃斯特班两个人用铁棍决一死战，最终同归于尽。临死前，塞巴斯蒂安看到头顶上的缆车载着克莱尔和索菲亚去安全地方。
抵达蒙特惠奇城堡后，克莱尔与索菲亚被送到军方的秘密营地。索菲亚与母亲团聚，克莱尔则被軍方进行眼球檢查和血液检测，以測試是否為能危害他人的“可见者”，而被發現的“可见者”其血液将用于研发抗体，以便为人类提供免疫力。研究人员在密闭房间中给老鼠注射實驗中的抗体，觀察可否受到神秘力量影响，而電影則在一位被铁链锁在床上的可见者的喊叫中結束。

## 演员
- 馬里奧·卡薩斯饰演塞巴斯蒂安（Sebastián）[2]
- 亚历杭德拉·霍华德（Alejandra Howard）饰演安娜（Anna）[2]
- 乔治娜·坎贝尔 饰演克莱尔（Claire）[2]
- 奈拉·舒伯特（Naila Schuberth）饰演索菲亚（Sofia）[2]
- 迪亞哥·卡爾瓦饰演奥塔维奥（Octavio）[2]
- 莱昂纳多·斯巴拉利亚（英语：Leonardo Sbaraglia）饰演埃斯特班神父（Padre Esteban）[2]
- 洛拉·杜埃尼亚斯饰演伊莎贝尔（Isabel）[3]
- 帕特里克·克里亚多（英语：Patrick Criado）饰演拉法（Rafa）[3]
- 岡薩洛·德·卡斯特罗（英语：Gonzalo de Castro）饰演罗贝托（Roberto）[3]
- 米歇尔·詹纳
- 西莉亚·弗雷杰罗（英语：Celia Freijeiro）

## 制作
电影于2021年3月首次公开，Nostromo Pictures宣布制片。电影由亚历克斯·帕斯特和大卫·帕斯特编剧与执导，迪伦·克拉克、努里亚·瓦尔斯、阿德里安·格拉、克里斯·摩根、莱恩·路易斯和乔许·梅勒曼担任制片人，布莱恩·威廉姆斯（Brian Williams）和安斯利·戴维斯（Ainsley Davies）担任执行制片。
2021年10月，馬里奧·卡薩斯、亚历杭德拉·霍华德、乔治娜·坎贝尔、奈拉·舒伯特、迪亞哥·卡爾瓦、莱昂纳多·斯巴拉利亚、洛拉·杜埃尼亚斯、帕特里克·克里亚多、岡薩洛·德·卡斯特罗、米歇尔·詹纳和西莉亚·弗雷杰罗联盟剧组。
2022年1月，主体拍摄在西班牙启动。

## 发行
电影于2023年7月14日上线Netflix。

## 反响
电影获得影评人褒贬不一的评价。根据評論匯總网站爛番茄汇总的53篇评论文章，49%的评论家给予该作正面评价，平均打分为5.6分（满分10分）。Metacritic收录20条评论，打出45/100的平均分，表示“普遍好评或褒贬不一”。